# Amos & Andrew
Amos & Andrew é um filme de comédia estadunidense dirigido por E. Max Frye.

## Sinopse
A história passa-se em uma cidade onde toda a vizinhança é rica e branca. O escritor Andrew Sterling's (interpretado por Samuel L. Jackson) muda-se para o local à procura de sossego, e chega à noite e acaba sendo confundido com um ladrão.
O chefe de policia, que é candidato a prefeito e é branco, chama a polícia e juntamente com ela a imprensa, em busca de publicidade.
Quando descobre que cometeu um grave erro ele contrata um ladrão para invadir a casa, mas as coisas fogem de seu controle e é ai que toda confusão começa.

## Elenco
- Nicolas Cage - Amos Odell
- Samuel L. Jackson - Andrew Sterling
- Dabney Coleman - Cecil Tolliver
- Brad Dourif - Donnie Donaldson
- Michael Lerner -  Phil Gillman
- Giancarlo Esposito - Reverendo Fenton Brunch